# Euromos

Mapa d'algunes ciutats gregues de Cària i d'algunes illes del Dodecanés, en què s'aprecia la ubicació d'Euromos, al nord-oest de Milas

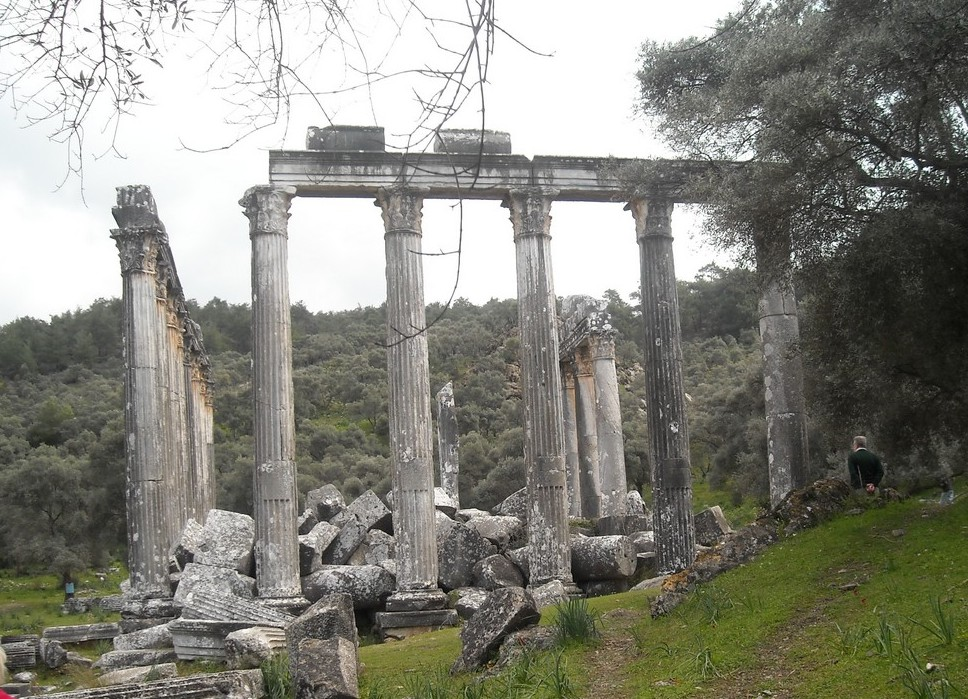
Restes del temple de Zeus d'Euromos

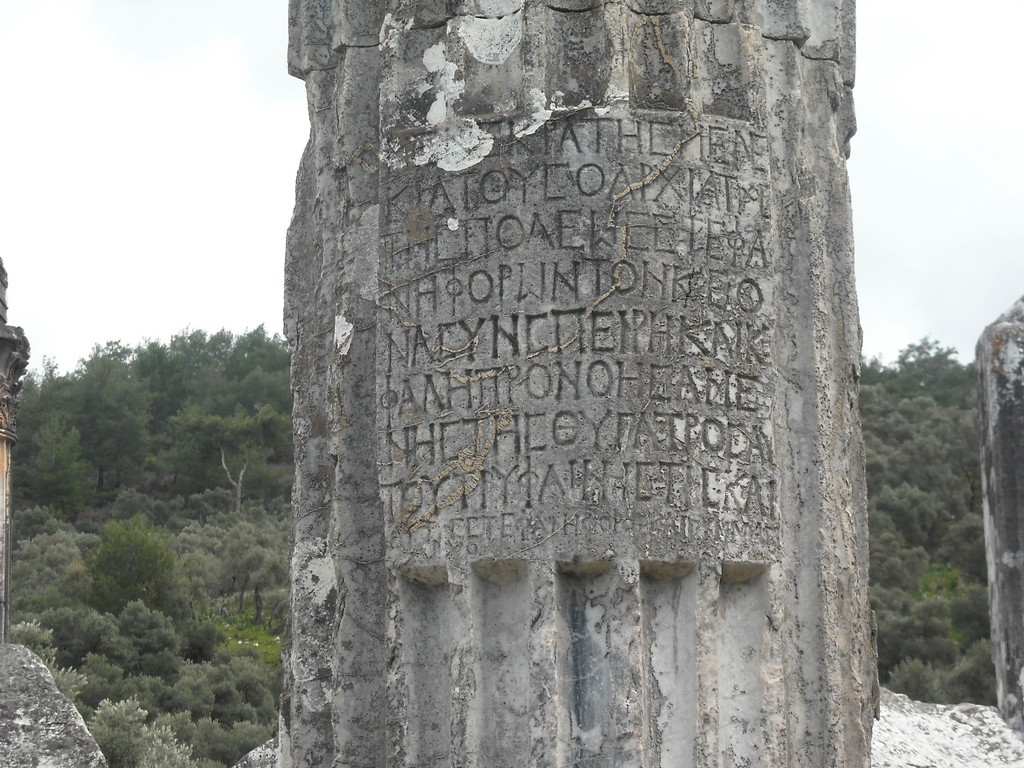
Inscripció al temple de Zeus d'Euromos

Euromos (en grec antic, Εὔρωμος) era una ciutat grega de Cària. S'han trobat les seves restes prop de la ciutat turca de Milas (antiga Milasa).
Deu ser la mateixa ciutat que Heròdot esmenta en el llibre VIII de les seves Històries amb el nom d'Europo.
Pertangué a la Lliga de Delos, i apareix esmentada en registres de tributs a Atenes entre els anys 450-449 aC i 440-439 aC.
Al segle iii aC hi ha documentada una unió (sympoliteia) entre les ciutats d'Euromos i Milasa
Després de la derrota de Filip V de Macedònia de l'any 197 aC pels romans, comandats per Tit Quinti Flaminí, se cita Euromos entre les ciutats a les que s'exigia la retirada de la guarnició de soldats macedonis que hi havia.
Estrabó esmenta a Cària la ciutat d'Euromos, en una successió d'assentaments en què inclou Heracleia, Amizon i Calcètor, que eren poc importants en el seu temps al costat dels més importants Alabanda, Milasa i Estratonicea.
De les troballes arqueològiques conservades d'Euromos destaquen les restes de muralles anteriors a l'any 300 aC i, d'èpoques posteriors, el temple de Zeus, un teatre i dues estoa. A més a més, es conserven monedes d'argent d'Euromos datades des del segle v aC.